# 부산 복천동 38호분 출토 철제갑옷 일괄
부산 복천동 38호분 출토 철제갑옷 일괄(釜山 福泉洞 三十八號墳 出土 鐵製甲冑 一括, 영어: Metal armor unearthed from Tomb No. 38, Bokcheon-dong, Busan)은 1994년 ~ 1995년 부산 복천동 38호분 제5차 발굴조사 시 출토된 4세기 철제 갑옷이다. 2019년 3월 6일 대한민국의 보물 제2020호로 지정되었다.

## 개요
‘부산 복천동 38호분 출토 철제갑옷 일괄’은 1994～1995년 부산 복천동 38호분 제5차 발굴조사 시 출토된 4세기 철제 갑옷이다. 종장판주[縱長板冑; 투구], 경갑[頸甲; 목가리개], 종장판갑[縱長板甲; 갑옷]으로 구성되어 지금까지 유일하게 일괄품으로 출토된 사례이다. 출토지가 명확하고 제작시기 역시 뚜렷하여 삼국시대 갑옷의 편년에도 기준이 되는 작품이다. 철제갑옷은 재료의 특성상 부식으로 인해 원형을 파악하기 어려운 반면 동 유물은 보존상태가 좋아 가야 철제 갑옷의 구성형식을 파악할 수 있다는 점에서 귀중한 자료로 평가된다. 철판을 두드려 가늘고 길게 만들었고 부재에 구멍을 뚫어 가죽으로 연결해 머리나 신체의 굴곡에 맞춰 제작하였다. 군데군데 보수해 사용한 흔적이 있어 가야 군사의 생생한 생활상도 엿볼 수 있다. ‘복천동 38호분 출토 철제갑옷 일괄’은 가야의 철기문화를 대표하는 문화재로서 출토지가 명확하고 가야 갑옷의 제작방식을 종합적으로 알려주는 유물로 중요한 의의가 있다.

## 같이 보기
- 부산 복천동 고분군 - 사적 제273호

## 참고 자료
- 부산 복천동 38호분 출토 철제갑옷 일괄 - 국가유산청 국가유산포털